# Lijst van landen in 1921
Hieronder volgt een lijst van landen van de wereld in 1921.

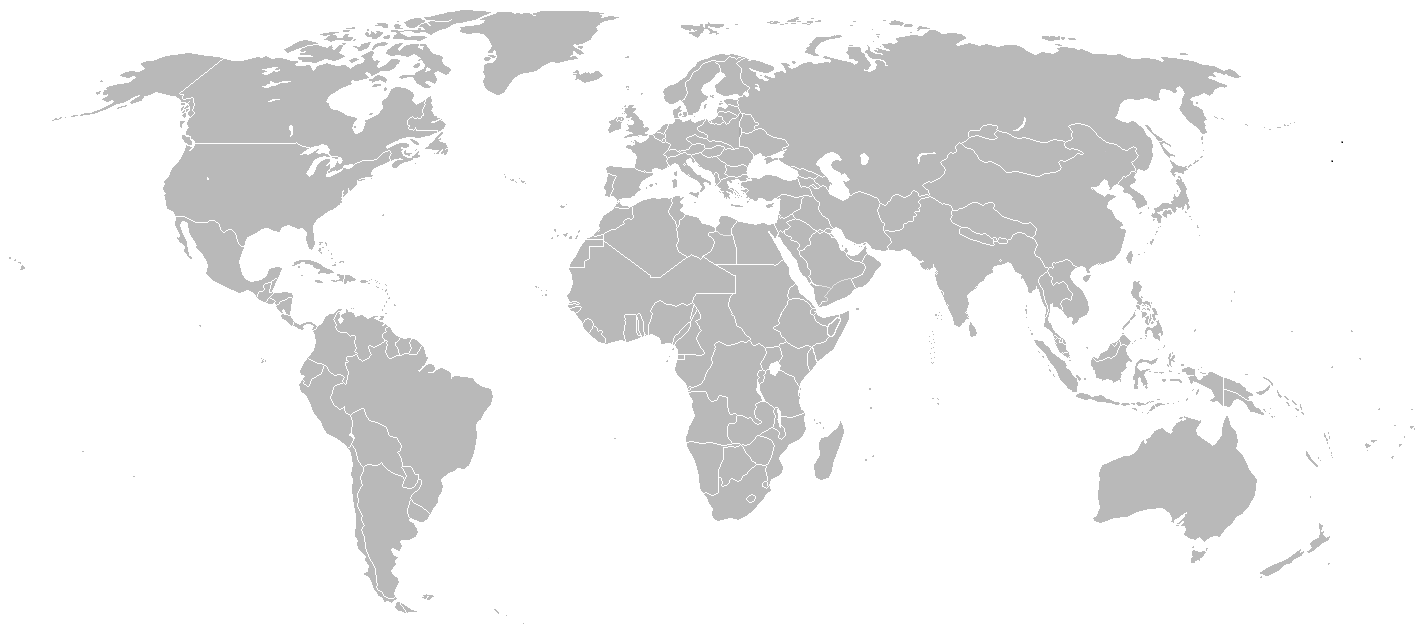
Staatkundige kaart van 1921

## Uitleg
- Op 1 januari 1921 waren er 63 onafhankelijke staten die door een ruime meerderheid van de overige staten erkend werden (inclusief Andorra[1], exclusief dominions van het Britse Rijk en exclusief vazalstaten). In 1921 verdwenen Hail, Georgië, Guatemala, Honduras en El Salvador als onafhankelijke staten en ontstond Centraal-Amerika.
- De in grote mate onafhankelijke Britse dominions zijn weergegeven onder het kopje dominions van het Britse Rijk.
- Alle de facto onafhankelijke staten zonder ruime internationale erkenning zijn weergegeven onder het kopje niet algemeen erkende landen.
- Afhankelijke gebieden en gebieden die vaak als afhankelijk gebied werden beschouwd, zijn weergegeven onder het kopje niet-onafhankelijke gebieden.
- Autonome gebieden, bezette gebieden en micronaties zijn niet op deze pagina weergegeven.

## Staatkundige veranderingen in 1921
- 4 februari: Mongolië wordt de facto onafhankelijk van China.
- 25 februari: de Democratische Republiek Georgië wordt de Georgische Socialistische Sovjetrepubliek (als Russische vazalstaat).
- 2 maart: Labin wordt de facto onafhankelijk van Italië.
- 18 maart: oprichting van de Wit-Russische Socialistische Sovjetrepubliek (als Russische vazalstaat).
- 18 maart: de Volksrepubliek Oekraïne (Nationale Republiek Oekraïne) wordt opgedeeld door Polen, de OekrSSR en Rusland.
- 31 maart: Abchazië wordt onafhankelijk van Georgië (als Russische vazalstaat).
- 8 april: einde van de staat Labin.
- 26 april: de facto onafhankelijkheid van de Republiek Bergachtig Armenië.
- 1 mei: de Staat Souaida wordt door de Fransen afgesplitst van het Frans Mandaat Syrië.
- 13 juni: Guatemala, Honduras en El Salvador verenigen zich in de Federatie van Centraal-Amerika.
- 11 juli: in Mongolië komen de communisten aan de macht.
- 17 juli: Mirdita wordt de facto onafhankelijk van Albanië.
- Juli: einde van de Republiek Bergachtig Armenië.
- 14 augustus: de Volksrepubliek Tuva wordt onafhankelijk van China en wordt een Russische vazalstaat.
- 14 augustus: de Servisch-Hongaarse Republiek Baranya-Baja verklaart zich onafhankelijk.
- 20 augustus: einde van de de facto onafhankelijkheid van de Servisch-Hongaarse Republiek Baranya-Baja.
- 22 augustus: het Emiraat Nadjd en Hasa wordt het Sultanaat Nadjd en Onderhorigheden.
- 18 september: de Rif-republiek wordt de facto onafhankelijk van Spaans-Marokko.
- September: einde van de Russische vazalstaat Gilan (Perzische Socialistische Sovjetrepubliek)
- 4 oktober: Lajtabánság wordt de facto onafhankelijk van Hongarije.
- 20 oktober: de Fransen richten het autonome Sandjak van Alexandretta op.
- 26 oktober: de Britse kroonkolonie Malta wordt een kolonie.
- 2 november: het Emiraat Hail wordt veroverd door Nadjd.
- 5 november: Lajtabánság wordt door Oostenrijk geannexeerd.
- 20 november: Mirdita wordt weer bij Albanië gevoegd.
- Einde van de opstand van de Zaianen in Frans-Marokko.

## Algemeen erkende landen

### A
| Korte landsnaam (Nederlands)        | Officiële landsnaam (Nederlands) | Korte landsnaam (oorspronkelijke taal/talen) |
| ----------------------------------- | -------------------------------- | -------------------------------------------- |
| (tot 1921) Afghanistan (vanaf 1921) | Emiraat Afghanistan              | Dari en Pasjtoe: Afghānestān / افغانستان     |
| Albanië                             | Vorstendom Albanië               | Albanees: Shqipëria                          |
| Andorra                             | Vorstendom Andorra               | Catalaans: Andorra                           |
| Argentinië                          | Republiek Argentinië             | Spaans: Argentina                            |

### B
| Korte landsnaam (Nederlands) | Officiële landsnaam (Nederlands)               | Korte landsnaam (oorspronkelijke taal/talen) |
| ---------------------------- | ---------------------------------------------- | -------------------------------------------- |
| België                       | Koninkrijk België                              | Frans: Belgique Nederlands: België           |
| Bolivia                      | Republiek Bolivia                              | Spaans: Bolivia                              |
| Brazilië                     | Republiek van de Verenigde Staten van Brazilië | Portugees: Brasil                            |
| Bulgarije                    | Koninkrijk Bulgarije                           | Bulgaars: Bălgarija / България               |

### C
| Korte landsnaam (Nederlands)     | Officiële landsnaam (Nederlands) | Korte landsnaam (oorspronkelijke taal/talen) |
| -------------------------------- | -------------------------------- | -------------------------------------------- |
| Centraal-Amerika (vanaf 13 juni) | Federatie van Centraal-Amerika   | Spaans: Centro América                       |
| Chili                            | Republiek Chili                  | Spaans: Chile                                |
| China                            | Republiek China                  | Mandarijn: Zhongguo / 中國                   |
| Colombia                         | Republiek Colombia               | Spaans: Colombia                             |
| Costa Rica                       | Republiek Costa Rica             | Spaans: Costa Rica                           |
| Cuba                             | Republiek Cuba                   | Spaans: Cuba                                 |

### D
| Korte landsnaam (Nederlands) | Officiële landsnaam (Nederlands) | Korte landsnaam (oorspronkelijke taal/talen) |
| ---------------------------- | -------------------------------- | -------------------------------------------- |
| Denemarken                   | Koninkrijk Denemarken            | Deens: Danmark                               |
| Duitsland                    | Duitse Rijk                      | Duits: Deutschland                           |

### E
| Korte landsnaam (Nederlands) | Officiële landsnaam (Nederlands) | Korte landsnaam (oorspronkelijke taal/talen) |
| ---------------------------- | -------------------------------- | -------------------------------------------- |
| Ecuador                      | Republiek Ecuador                | Spaans: Ecuador                              |
| El Salvador (tot 13 juni)    | Republiek El Salvador            | Spaans: El Salvador                          |
| Estland                      | Republiek Estland                | Estlands: Eesti                              |
| Ethiopië                     | Keizerrijk Ethiopië              | Amhaars: Ītyop'iya / ኢትዮጵያ                   |

### F
| Korte landsnaam (Nederlands) | Officiële landsnaam (Nederlands)            | Korte landsnaam (oorspronkelijke taal/talen) |
| ---------------------------- | ------------------------------------------- | -------------------------------------------- |
| Finland                      | Republiek Finland                           | Fins: Suomi Zweeds: Finland                  |
| Fiume                        | Vrijstaat Fiume (ook wel: Vrijstaat Rijeka) | Duits, Hongaars en Italiaans: Fiume          |
| Frankrijk                    | Franse Republiek                            | Frans: France                                |

### G
| Korte landsnaam (Nederlands) | Officiële landsnaam (Nederlands)                        | Korte landsnaam (oorspronkelijke taal/talen) |
| ---------------------------- | ------------------------------------------------------- | -------------------------------------------- |
| Georgië (tot 25 februari)    | Democratische Republiek Georgië (DRG) (tot 25 februari) | Georgisch: Sak'art'velo / საქართველო         |
| Griekenland                  | Koninkrijk Griekenland                                  | Grieks: Hellas / 'Ελλας                      |
| Guatemala (tot 13 juni)      | Republiek Guatemala                                     | Spaans: Guatemala                            |

### H
| Korte landsnaam (Nederlands) | Officiële landsnaam (Nederlands) | Korte landsnaam (oorspronkelijke taal/talen) |
| ---------------------------- | -------------------------------- | -------------------------------------------- |
| Haïti                        | Republiek Haïti                  | Frans: Haïti                                 |
| Honduras (tot 13 juni)       | Republiek Honduras               | Spaans: Honduras                             |
| Hongarije                    | Koninkrijk Hongarije             | Hongaars: Magyarország                       |

### I
| Korte landsnaam (Nederlands) | Officiële landsnaam (Nederlands) | Korte landsnaam (oorspronkelijke taal/talen) |
| ---------------------------- | -------------------------------- | -------------------------------------------- |
| IJsland                      | Koninkrijk IJsland               | IJslands: Ísland                             |
| Italië                       | Koninkrijk Italië                | Italiaans: Italia                            |

### J
| Korte landsnaam (Nederlands) | Officiële landsnaam (Nederlands)           | Korte landsnaam (oorspronkelijke taal/talen)                     |
| ---------------------------- | ------------------------------------------ | ---------------------------------------------------------------- |
| Japan                        | Groot Keizerrijk Japan                     | Japans: Nihon / 日本                                             |
| Joegoslavië                  | Koninkrijk der Serven, Kroaten en Slovenen | Servo-Kroatisch: Jugoslavija / Југославија Sloveens: Jugoslavija |

### L
| Korte landsnaam (Nederlands)          | Officiële landsnaam (Nederlands) | Korte landsnaam (oorspronkelijke taal/talen) |
| ------------------------------------- | -------------------------------- | -------------------------------------------- |
| Letland                               | Republiek Letland                | Lets: Latvija                                |
| Liberia                               | Republiek Liberia                | Engels: Liberia                              |
| (tot 1921) Liechtenstein (vanaf 1921) | Vorstendom Liechtenstein         | Duits: Liechtenstein                         |
| Litouwen                              | Republiek Litouwen               | Litouws: Lietuva                             |
| Luxemburg                             | Groothertogdom Luxemburg         | Duits: Luxemburg Frans: Luxembourg           |

### M
| Korte landsnaam (Nederlands) | Officiële landsnaam (Nederlands) | Korte landsnaam (oorspronkelijke taal/talen) |
| ---------------------------- | -------------------------------- | -------------------------------------------- |
| Mexico                       | Verenigde Mexicaanse Staten      | Spaans: México                               |
| Monaco                       | Vorstendom Monaco                | Frans: Monaco                                |

### N
| Korte landsnaam (Nederlands) | Officiële landsnaam (Nederlands) | Korte landsnaam (oorspronkelijke taal/talen) |
| ---------------------------- | -------------------------------- | -------------------------------------------- |
| Nederland                    | Koninkrijk der Nederlanden       | Nederlands: Nederland                        |
| Nicaragua                    | Republiek Nicaragua              | Spaans: Nicaragua                            |
| Noorwegen                    | Koninkrijk Noorwegen             | Noors: Norge                                 |

### O
| Korte landsnaam (Nederlands) | Officiële landsnaam (Nederlands) | Korte landsnaam (oorspronkelijke taal/talen)             |
| ---------------------------- | -------------------------------- | -------------------------------------------------------- |
| Oostenrijk                   | Republiek Oostenrijk             | Duits: Österreich                                        |
| Ottomaanse Rijk              | Sublieme Ottomaanse Staat        | Osmaans: Devlet-i Âliyye-i Osmaniyye / دولتْ علیّه عثمانیّه |

### P
| Korte landsnaam (Nederlands) | Officiële landsnaam (Nederlands) | Korte landsnaam (oorspronkelijke taal/talen) |
| ---------------------------- | -------------------------------- | -------------------------------------------- |
| Panama                       | Republiek Panama                 | Spaans: Panamá                               |
| Paraguay                     | Republiek Paraguay               | Spaans: Paraguay                             |
| Peru                         | Peruviaanse Republiek            | Spaans: Perú                                 |
| Perzië                       | Sublieme Perzische Staat         | Perzisch: Irân / ایران                       |
| Polen                        | Republiek Polen                  | Pools: Polska                                |
| Portugal                     | Portugese Republiek              | Portugees: Portugal                          |

### R
| Korte landsnaam (Nederlands) | Officiële landsnaam (Nederlands)                             | Korte landsnaam (oorspronkelijke taal/talen) |
| ---------------------------- | ------------------------------------------------------------ | -------------------------------------------- |
| Roemenië                     | Koninkrijk Roemenië                                          | Roemeens: România                            |
| Rusland                      | Russische Socialistische Federatieve Sovjetrepubliek (RSFSR) | Russisch: Rossija / Россия                   |

### S
| Korte landsnaam (Nederlands) | Officiële landsnaam (Nederlands) | Korte landsnaam (oorspronkelijke taal/talen) |
| ---------------------------- | -------------------------------- | -------------------------------------------- |
| San Marino                   | Republiek San Marino             | Italiaans: San Marino                        |
| Siam                         | Koninkrijk Siam                  | Thai: Mueang Thai / เมืองไทย                  |
| Spanje                       | Koninkrijk Spanje                | Spaans: España                               |

### T
| Korte landsnaam (Nederlands) | Officiële landsnaam (Nederlands) | Korte landsnaam (oorspronkelijke taal/talen) |
| ---------------------------- | -------------------------------- | -------------------------------------------- |
| Tsjechoslowakije             | Tsjechoslowaakse Republiek       | Slowaaks en Tsjechisch: Československo       |

### U
| Korte landsnaam (Nederlands) | Officiële landsnaam (Nederlands)    | Korte landsnaam (oorspronkelijke taal/talen) |
| ---------------------------- | ----------------------------------- | -------------------------------------------- |
| Uruguay                      | Republiek ten oosten van de Uruguay | Spaans: Uruguay                              |

### V
| Korte landsnaam (Nederlands) | Officiële landsnaam (Nederlands)                    | Korte landsnaam (oorspronkelijke taal/talen) |
| ---------------------------- | --------------------------------------------------- | -------------------------------------------- |
| Venezuela                    | Verenigde Staten van Venezuela                      | Spaans: Venezuela                            |
| Verenigd Koninkrijk          | Verenigd Koninkrijk van Groot-Brittannië en Ierland | Engels: United Kingdom                       |
| Verenigde Staten             | Verenigde Staten van Amerika                        | Engels: United States                        |

### Z
| Korte landsnaam (Nederlands) | Officiële landsnaam (Nederlands) | Korte landsnaam (oorspronkelijke taal/talen)     |
| ---------------------------- | -------------------------------- | ------------------------------------------------ |
| Zweden                       | Koninkrijk Zweden                | Zweeds: Sverige                                  |
| Zwitserland                  | Zwitserse Bondsstaat             | Duits: Schweiz Frans: Suisse Italiaans: Svizzera |

## Andere landen

### Dominions van het Britse Rijk
De dominions van het Britse Rijk hadden een grote mate van onafhankelijkheid.
| Korte landsnaam (Nederlands)   | Officiële landsnaam (Nederlands) | Korte landsnaam (oorspronkelijke taal/talen) |
| ------------------------------ | -------------------------------- | -------------------------------------------- |
| Australië                      | Gemenebest Australië             | Engels: Australia                            |
| (tot 1921) Canada (vanaf 1921) | Dominion Canada                  | Engels en Frans: Canada                      |
| Newfoundland                   | Dominion Newfoundland            | Engels: Newfoundland                         |
| Nieuw-Zeeland                  | Dominion Nieuw-Zeeland           | Engels: New Zealand                          |
| Unie van Zuid-Afrika           | Unie van Zuid-Afrika             | Engels: South Africa Nederlands: Zuid-Afrika |

### Landen binnen de grenzen van het Ottomaanse Rijk
In onderstaande lijst zijn landen opgenomen die waren uitgeroepen in het gebied dat officieel behoorde tot het Ottomaanse Rijk, maar die de facto onafhankelijk waren door het uiteenvallen van het Ottomaanse Rijk. Het Sjeikdom Opper-Asir (een protectoraat van Hidjaz) en Najran (een protectoraat van Jemen) zijn niet apart in onderstaande lijst opgenomen.
| Korte landsnaam (Nederlands)    | Officiële landsnaam (Nederlands)                                  | Korte landsnaam (oorspronkelijke taal/talen) |
| ------------------------------- | ----------------------------------------------------------------- | -------------------------------------------- |
| Asir                            | Idrisidenemiraat Asir                                             | Arabisch: ʿAsīr / عسير                       |
| Bayda                           | Sultanaat Bayda (ook wel: Beda / Baidah)                          | Arabisch: Al-Bayḍā / ٱلْبَيْضَاء                 |
| Hail (tot 2 november)           | Emiraat Hail (ook wel: Emiraat Jebel Shammar / Emiraat Al Rashid) | Arabisch: Ḥā'il / حائل                       |
| Hidjaz                          | Koninkrijk Hidjaz                                                 | Arabisch: al-Ḥiǧāz / الحجاز                  |
| Jemen                           | Mutawakkilitisch Koninkrijk Jemen                                 | Arabisch: al-Yaman / اليمن                   |
| Nadjd (vanaf 22 augustus)       | Sultanaat Nadjd en Onderhorigheden                                | Arabisch: Najd / نجد                         |
| Nadjd en Hasa (tot 22 augustus) | Emiraat Nadjd en Hasa                                             | Arabisch: Najd wal-Āḥsā‘ / نجد والأحساء      |
| Turkije                         | Turkije                                                           | Turks: Türkiye                               |

### Niet algemeen erkende landen
In onderstaande lijst zijn landen opgenomen die een ruime internationale erkenning misten, maar wel de facto onafhankelijk waren en de onafhankelijkheid hadden uitgeroepen.
| Korte landsnaam (Nederlands)                              | Officiële landsnaam (Nederlands)                           | Korte landsnaam (oorspronkelijke taal/talen)                 |
| --------------------------------------------------------- | ---------------------------------------------------------- | ------------------------------------------------------------ |
| Aussa                                                     | Afar Sultanaat Aussa (ook wel: Sultanaat Awsa)             | Afar: Awsa Arabisch: سلطنة عفر                               |
| Bergachtig Armenië (van 26 april tot juli)                | Republiek Bergachtig Armenië                               | Armeens: Լեռնահայաստան                                       |
| Baranya-Baja (van 14 tot 20 augustus)                     | Servisch-Hongaarse Republiek Baranya-Baja                  | Hongaars: Baranya-Bajai Servisch: Baranja-Baja / Барања-Баја |
| Flessenhals                                               | Vrijstaat Flessenhals                                      | Duits: Flaschenhals                                          |
| Ierse Republiek                                           | Ierse Republiek                                            | Engels: Irish Republic Iers: Poblacht na hÉireann            |
| Labin (van 2 maart tot 8 april)                           | Republiek Labin                                            | Kroatisch: Labinska republika                                |
| Lajtabánság (van 4 oktober tot 5 november)                | Banaat Leitha                                              | Hongaars: Lajtabánság                                        |
| Mirdita (van 17 juli tot 20 november)                     | Republiek Mirdita                                          | Albanees: Mirditë                                            |
| (tot 11 juli) Mongolië (vanaf 4 februari) (vanaf 11 juli) | Grote Mongoolse Staat                                      | Mongools: Mongol Uls / Монгол Улс /                          |
| Oekraïne (tot 18 maart)                                   | Oekraïense Volksrepubliek (Oekraïense Nationale Republiek) | Oekraïens: Ukrajina (UNR) / Україна (УНР)                    |
| Perloja                                                   | Republiek Perloja                                          | Litouws: Perloja                                             |
| Rif-Republiek (vanaf 18 september)                        | De Geconfedereerde Republiek van de Stammen van het Rif    | Riffijns: Tagduda n Arif                                     |
| Tibet                                                     | Tibet                                                      | Tibetaans: Bod / བོད་                                         |
| Zaianen (tot 1921)                                        | Confederatie van de Zaianen                                | Atlas-Tamazight: Azayi / ⴰⵥⴰⵢⵢⵉ                              |

## Niet-onafhankelijke gebieden
Hieronder staat een lijst van afhankelijke gebieden inclusief Spitsbergen.

### Amerikaanse niet-onafhankelijke gebieden
De Filipijnen en Porto Rico waren organized unincorporated territories, wat wil zeggen dat het afhankelijke gebieden waren van de Verenigde Staten met een bepaalde vorm van zelfbestuur. Daarnaast waren er nog een aantal unorganized unincorporated territories. Deze gebieden waren ook afhankelijke gebieden van de VS, maar kenden geen vorm van zelfbestuur. Alaska en Hawaï waren als organized incorporated territories een integraal onderdeel van de VS en zijn derhalve niet in onderstaande lijst opgenomen.
Diverse eilandgebieden werden door de Verenigde Staten geclaimd als unorganized unincorporated territories, maar werden door andere landen bestuurd. De eilandgebieden Fanning, Funafuti, Kersteiland, Nukufetau, Nukulaelae, Niulakita en Washington vielen onder het bestuur van het Verenigd Koninkrijk als onderdeel van de Gilbert en Ellice-eilanden. De eilandgebieden Atafu, Bowditch en Nukunonu vielen onder het bestuur van het Verenigd Koninkrijk als onderdeel van de Unie-eilanden. De eilandgebieden Manihiki, Penrhyn, Pukapuka en Rakahanga vielen onder het bestuur van het Verenigd Koninkrijk als onderdeel van de Cookeilanden. De eilandgebieden Caroline, Flint, Jarvis, Malden,  Starbuck en Vostok vielen als de Line-eilanden onder het bestuur van het Verenigd Koninkrijk. De eilandgebieden Baker, Birnie, Canton, Enderbury, Gardner, McKean, Phoenix en Sydney vielen als de Phoenixeilanden ook onder het bestuur van het Verenigd Koninkrijk. Minamitorishima (Marcus) stond onder het bestuur van Japan.
| Korte landsnaam (Nederlands)                            | Status                               | Korte landsnaam (oorspronkelijke taal/talen)               |
| ------------------------------------------------------- | ------------------------------------ | ---------------------------------------------------------- |
| (tot 17 mei) Amerikaanse Maagdeneilanden (vanaf 17 mei) | Unorganized unincorporated territory | Engels: United States Virgin Islands                       |
| Amerikaans-Samoa                                        | Unorganized unincorporated territory | Engels: American Samoa                                     |
| Danger                                                  | Unorganized unincorporated territory | Engels: Danger Reef                                        |
| Filipijnen                                              | Organized unincorporated territory   | Engels: Philippines Filipijns: Pilipinas Spaans: Filipinas |
| Guam                                                    | Unorganized unincorporated territory | Engels: Guam                                               |
| Howland                                                 | Unorganized unincorporated territory | Engels: Howland Island                                     |
| Johnston                                                | Unorganized unincorporated territory | Engels: Johnston Atoll                                     |
| Midway                                                  | Unorganized unincorporated territory | Engels: Midway Islands                                     |
| Navassa                                                 | Unorganized unincorporated territory | Engels: Navassa Island                                     |
| Panamakanaalzone                                        | Unorganized unincorporated territory | Engels: Panama Canal Zone                                  |
| Petreleilanden                                          | Unorganized unincorporated territory | Engels: Petrel Islands                                     |
| Puerto Rico (ook wel: Porto Rico)                       | Organized unincorporated territory   | Engels en Spaans: Porto Rico                               |
| Quita Sueño                                             | Unorganized unincorporated territory | Engels: Quitasueño Bank                                    |
| Roncador                                                | Unorganized unincorporated territory | Engels: Roncador Bank                                      |
| Serrana                                                 | Unorganized unincorporated territory | Engels: Serrana Bank                                       |
| Serranilla                                              | Unorganized unincorporated territory | Engels: Serranilla Bank                                    |
| Swains                                                  | Unorganized unincorporated territory | Engels: Swains Island                                      |
| Swaneilanden                                            | Unorganized unincorporated territory | Engels: Swan Islands                                       |
| Wake                                                    | Unorganized unincorporated territory | Engels: Wake Island                                        |

### Australische niet-onafhankelijke gebieden
| Korte landsnaam (Nederlands) | Status             | Korte landsnaam (oorspronkelijke taal/talen) |
| ---------------------------- | ------------------ | -------------------------------------------- |
| Nieuw-Guinea                 | Mandaatgebied      | Engels: New Guinea                           |
| Norfolk                      | Extern territorium | Engels: Norfolk Island                       |
| Papoea                       | Extern territorium | Engels: Papua                                |

### Belgische niet-onafhankelijke gebieden
| Korte landsnaam (Nederlands) | Status  | Korte landsnaam (oorspronkelijke taal/talen)  |
| ---------------------------- | ------- | --------------------------------------------- |
| Belgisch-Congo               | Kolonie | Frans: Congo belge Nederlands: Belgisch-Congo |

### Brits-Franse gebieden
| Korte landsnaam (Nederlands) | Status      | Korte landsnaam (oorspronkelijke taal/talen)   |
| ---------------------------- | ----------- | ---------------------------------------------- |
| Nieuwe Hebriden              | Condominium | Engels: New Hebrides Frans: Nouvelles-Hébrides |

### Britse niet-onafhankelijke gebieden
In onderstaande lijst zijn onder meer de Britse (kroon)kolonies en protectoraten weergegeven. Jersey, Guernsey en Man hadden als Britse Kroonbezittingen niet de status van kolonie, maar hadden een andere relatie tot het Verenigd Koninkrijk. Bhutan, Brunei, de Gefedereerde Maleise Staten, Johor, Kedah, Kelantan, Perlis, Sarawak, Terengganu en Tonga stonden als protected states onder Britse protectie, maar waren, in tegenstelling tot daadwerkelijke protectoraten, grotendeels autonoom aangaande interne aangelegenheden. De Britse Salomonseilanden, Fiji (inclusief de Pitcairneilanden), de Gilbert- en Ellice-eilanden (inclusief de Unie-eilanden), de Phoenixeilanden, de Nieuwe Hebriden (een Brits-Frans condominium) en Tonga werden door één enkele vertegenwoordiger van de Britse Kroon bestuurd onder de naam Britse West-Pacifische Territoria, maar zijn wel apart in de lijst opgenomen. Basutoland, Beetsjoeanaland en Swaziland werden door een vertegenwoordiger (de gouverneur-generaal van Zuid-Afrika) bestuurd onder de naam High Commission Territories, maar zijn ook apart in de lijst opgenomen. Brits-Indië is de term die refereert aan het Britse gezag op het Indische subcontinent. Het bestond uit gebieden die onder direct gezag vielen van de Britse Kroon (het eigenlijke Brits-Indië) en vele semi-onafhankelijke vorstenlanden (princely states) die door hun eigen lokale heersers werden bestuurd, maar onderhorig waren aan de Britse kolonisator. Deze vorstenlanden staan niet in onderstaande lijst vermeld, maar zijn weergegeven op de pagina vorstenlanden van Brits-Indië. Brits-Birma en de stad Aden vielen ook onder Brits-Indië en staan derhalve niet apart in onderstaande lijst vermeld. Bahrein, Koeweit, Muscat en Oman, Qatar en de Verdragsstaten stonden onder Britse protectie en vielen als zodanig onder de Persian Gulf Residency in Bushehr dat deel uitmaakte van Brits-Indië. Deze landen hadden echter een grote mate van autonomie en zijn derhalve wel apart opgenomen. Noord-Borneo viel officieel onder de suzereiniteit van het Sultanaat Sulu, maar stond onder Britse protectie en is ook opgenomen in onderstaande lijst.
| Korte landsnaam (Nederlands)          | Status                                                                 | Korte landsnaam (oorspronkelijke taal/talen)                                                                  |
| ------------------------------------- | ---------------------------------------------------------------------- | --- |
| Aden                                  | Protectoraat                                                           | Arabisch: Maḥmiyyat ʿAdan / محمية عدن Engels: Aden Protectorate                                               |
| Anglo-Egyptisch Soedan                | Condominium                                                            | Arabisch: السودان الأنجلو مصري Engels: Anglo-Egyptian Sudan                                                   |
| Ascension                             | Overzees bezit                                                         | Engels: Ascension Island                                                                                      |
| Ashmorerif                            | Overzees bezit                                                         | Engels: Ashmore Reef                                                                                          |
| Bahama-eilanden                       | Kroonkolonie                                                           | Engels: The Bahamas                                                                                           |
| Bahrein                               | Protected state                                                        | Arabisch: al-Bahrayn / البحرين Engels: Bahrain                                                                |
| Baker                                 | Overzees bezit                                                         | Engels: Baker Island                                                                                          |
| Barbados                              | Kroonkolonie                                                           | Engels: Barbados                                                                                              |
| Basutoland                            | Kolonie                                                                | Engels: Basutoland                                                                                            |
| Beetsjoeanaland                       | Protectoraat                                                           | Engels: Bechuanaland                                                                                          |
| Bermuda                               | Kroonkolonie                                                           | Engels: Bermuda                                                                                               |
| Bhutan                                | Protected state: Koninkrijk Bhutan                                     | Dzongkha: Druk Yul / འབྲུག་ཡུལ་ Engels: Bhutan                                                                   |
| Brits-Ceylon                          | Kroonkolonie                                                           | Engels: Ceylon                                                                                                |
| Britse Benedenwindse Eilanden         | Kroonkolonie                                                           | Engels: British Leeward Islands                                                                               |
| Britse Bovenwindse Eilanden           | Kroonkolonie                                                           | Engels: British Windward Islands                                                                              |
| Britse Goudkust                       | Kroonkolonie                                                           | Engels: Gold Coast                                                                                            |
| Britse Salomonseilanden               | Protectoraat                                                           | Engels: British Solomon Islands                                                                               |
| Brits-Guiana                          | Kroonkolonie                                                           | Engels: British Guiana                                                                                        |
| Brits-Honduras                        | Kroonkolonie                                                           | Engels: British Honduras                                                                                      |
| Brits-Indië                           | Kroonkolonie                                                           | Engels: British Raj / Indian Empire / India                                                                   |
| Brits-Somaliland                      | Protectoraat                                                           | Engels: British Somaliland                                                                                    |
| Brunei                                | Protected state: Staat Brunei Darussalam                               | Engels en Maleis: Brunei                                                                                      |
| Cartier                               | Overzees bezit                                                         | Engels: Cartier Island                                                                                        |
| Cyprus                                | Bezet gebied                                                           | Engels: Cyprus                                                                                                |
| Egypte                                | Protectoraat: Sultanaat Egypte                                         | Arabisch: Miṣr / مصر Engels: Egypt                                                                            |
| Falklandeilanden                      | Kroonkolonie                                                           | Engels: Falkland Islands                                                                                      |
| Fiji                                  | Kolonie                                                                | Engels: Fiji                                                                                                  |
| Gambia                                | Protectoraat en Kroonkolonie                                           | Engels: The Gambia                                                                                            |
| Gefedereerde Maleise Staten           | Protected state                                                        | Engels: Federated Malay States Maleis: Negeri-negeri Melayu Bersekutu / نڬري٢ ملايو برسكوتو                   |
| (tot 7 juli) Gibraltar (vanaf 7 juli) | Kroonkolonie                                                           | Engels: Gibraltar                                                                                             |
| Gilbert- en Ellice-eilanden           | Kroonkolonie                                                           | Engels: Gilbert and Ellice Islands                                                                            |
| Guernsey                              | Brits Kroonbezit                                                       | Engels: Guernsey Frans: Guernesey                                                                             |
| Heard en McDonaldeilanden             | Overzees bezit                                                         | Engels: Heard Island and McDonald Islands                                                                     |
| Hongkong                              | Kroonkolonie                                                           | Engels: Hong Kong Kantonees: Hong Kong / 香港                                                                 |
| (vanaf 23 augustus) Irak              | Protectoraat: Koninkrijk Irak                                          | Arabisch: al-ʿIrāq / العراق Engels: Iraq                                                                      |
| Jamaica                               | Kroonkolonie                                                           | Engels: Jamaica                                                                                               |
| Jarvis                                | Overzees bezit                                                         | Engels: Jarvis Island                                                                                         |
| Jersey                                | Brits Kroonbezit                                                       | Engels en Frans: Jersey                                                                                       |
| Johor                                 | Protected state                                                        | Engels: Johor Maleis: Johor / جوهور                                                                           |
| Kedah                                 | Protected state                                                        | Engels: Kedah Maleis: Kedah / قدح                                                                             |
| Kelantan                              | Protected state                                                        | Engels: Kelantan Maleis: Kelantan / كلنتن                                                                     |
| (tot 1921) Kenia (vanaf 1921)         | Kroonkolonie en protectoraat                                           | Engels: Kenya                                                                                                 |
| Koeweit                               | Protected state: Sjeikdom Koeweit                                      | Arabisch: al-Kuwayt / الكويت Engels: Kuwait                                                                   |
| Line-eilanden                         | Overzees bezit                                                         | Engels: Line Islands                                                                                          |
| Maldiven                              | Protectoraat: Sultanaat der Maldiven                                   | Engels: Maldive Islands                                                                                       |
| Malta                                 | Kroonkolonie                                                           | Engels: Malta                                                                                                 |
| Man                                   | Brits Kroonbezit                                                       | Engels: Isle of Man Manx-Gaelisch: Ellan Vannin                                                               |
| Mauritius                             | Kroonkolonie                                                           | Engels: Mauritius                                                                                             |
| Muscat en Oman                        | Protected state: Sultanaat Muscat en Oman                              | Arabisch: Umān / عُمان Engels: Oman                                                                            |
| Nepal                                 | Protectoraat: Koninkrijk Nepal                                         | Engels: Nepal Nepalees: Nepal / नेपाल                                                                           |
| Nigeria                               | Kroonkolonie en protectoraat                                           | Engels: Nigeria                                                                                               |
| Noord-Borneo                          | Protected state, formeel onder de suzereiniteit van het Sultanaat Sulu | Engels: North Borneo Maleis: Borneo Utara                                                                     |
| Noord-Rhodesië                        | Eigendom van de British South Africa Company                           | Engels: Northern Rhodesia                                                                                     |
| Nyasaland                             | Protectoraat                                                           | Engels: Nyasaland                                                                                             |
| Oeganda                               | Protectoraat                                                           | Engels: Uganda                                                                                                |
| Palestina                             | Mandaatgebied                                                          | Arabisch: Filasţīn / فلسطين Engels: Palestine Hebreeuws: Palestína (EY) / (פָּלֶשְׂתִּינָה (א"י                       |
| Perlis                                | Protected state                                                        | Engels: Perlis Maleis: Perlis / ﭬﺮليس                                                                         |
| Phoenixeilanden                       | Overzees bezit                                                         | Engels: Phoenix Islands                                                                                       |
| Prins Edwardeilanden                  | Overzees bezit                                                         | Engels: Prince Edward Islands                                                                                 |
| Qatar                                 | Protected state                                                        | Arabisch: Qatar / قطر Engels: Qatar                                                                           |
| Sarawak                               | Protected state: Koninkrijk Sarawak                                    | Engels: Sarawak Maleis: Sarawak / سراوق                                                                       |
| Seychellen                            | Kroonkolonie                                                           | Engels: Seychelles                                                                                            |
| Sierra Leone                          | Kroonkolonie en protectoraat                                           | Engels: Sierra Leone                                                                                          |
| Sint-Helena                           | Kroonkolonie                                                           | Engels: Saint Helena                                                                                          |
| Straits Settlements                   | Protectoraat                                                           | Chinees: Hǎixiá zhímíndì / 海峡殖民地 Engels: Straits Settlements Maleis: Negeri-Negeri Selat / نڬري-نڬري سلت |
| Swaziland                             | Protectoraat: Koninkrijk Swaziland                                     | Engels: Swaziland Swazi: eSwatini                                                                             |
| Terengganu                            | Protected state                                                        | Engels: Terengganu Maleis: Terengganu / ترڠڬانو                                                               |
| Tonga                                 | Protected state: Koninkrijk Tonga                                      | Engels en Tongaans: Tonga                                                                                     |
| Trinidad en Tobago                    | Kroonkolonie                                                           | Engels: Trinidad and Tobago                                                                                   |
| Tristan da Cunha                      | Overzees bezit                                                         | Engels: Tristan da Cunha                                                                                      |
| Verdragsstaten                        | Protected states                                                       | Arabisch: ولايات الساحل المتصالح Engels: Trucial States                                                       |
| Victorialand                          | Overzees bezit                                                         | Engels: Victoria Land                                                                                         |
| Zanzibar                              | Protectoraat: Sultanaat Zanzibar                                       | Arabisch: Zanjibār / زنجبار Engels: Zanzibar                                                                  |
| Zuid-Rhodesië                         | Eigendom van de British South Africa Company                           | Engels: Southern Rhodesia                                                                                     |

### Deense niet-onafhankelijke gebieden
Faeröer was een provincie van Denemarken en was dus eigenlijk een integraal onderdeel van dat land. Desondanks zijn de Faeröer wel in onderstaande lijst opgenomen, omdat het wel als apart afhankelijk gebied kan worden beschouwd. IJsland was in personele unie met Denemarken verbonden, maar was wel een onafhankelijk land en is derhalve niet in onderstaande lijst opgenomen.
| Korte landsnaam (Nederlands) | Status    | Korte landsnaam (oorspronkelijke taal/talen) |
| ---------------------------- | --------- | -------------------------------------------- |
| Faeröer                      | Provincie | Deens: Færøerne                              |
| Groenland                    | Kolonie   | Deens: Grønland                              |

### Ethiopische niet-onafhankelijke gebieden
| Korte landsnaam (Nederlands) | Status                       | Korte landsnaam (oorspronkelijke taal/talen) |
| ---------------------------- | ---------------------------- | -------------------------------------------- |
| Jimma                        | Vazalstaat: Koninkrijk Jimma | Afaan Oromo: Jimmaa                          |

### Finse niet-onafhankelijke gebieden
Åland maakte eigenlijk integraal onderdeel uit van Finland, maar heeft sinds de Vrede van Parijs (1856) een internationaal erkende speciale status met grote autonomie.
| Korte landsnaam (Nederlands) | Status          | Korte landsnaam (oorspronkelijke taal/talen) |
| ---------------------------- | --------------- | -------------------------------------------- |
| Åland                        | Autonoom gebied | Zweeds: Åland                                |

### Franse niet-onafhankelijke gebieden
Frans-West-Afrika was een federatie van Franse koloniën bestaande uit Dahomey, Frans-Guinea, Frans-Soedan, Ivoorkust, Mauritanië, Niger (een territorium), Opper-Volta en Senegal. Frans-Equatoriaal Afrika was een kolonie die bestond uit vier territoria: Gabon, Midden-Congo, Oubangui-Chari en Tsjaad. De Unie van Indochina, ofwel Frans-Indochina, was een federatie die bestond uit het Protectoraat Cambodja, het Koninkrijk Laos, het Protectoraat Annam, het Protectoraat Tonkin en de kolonie Frans-Cochin-China. Het Frans Mandaat voor Syrië en Libanon was een mandaatgebied dat bestond uit Alexandretta, Souaida, het Alaweitenterritorium, Groot-Libanon, Damascus en Aleppo. De onderdelen van dit mandaat zijn echter wel afzonderlijk weergegeven. Algerije werd, met uitzondering van de zuidelijke territoria, bestuurd als een integraal onderdeel van Frankrijk, maar is wel apart in de lijst opgenomen. Wallis en Futuna werd bestuurd door de gouverneur van Nieuw-Caledonië, maar was geen onderdeel van de kolonie en is ook in de lijst opgenomen. 
| Korte landsnaam (Nederlands)    | Status                                                                      | Korte landsnaam (oorspronkelijke taal/talen)                                                               |
| ------------------------------- | --------------------------------------------------------------------------- | --- |
| Adélieland                      | Overzees bezit                                                              | Frans: Terre Adélie                                                                                        |
| Alawietenterritorium            | Onderdeel van het Frans Mandaat voor Syrië en Libanon: Alawietenterritorium | Arabisch: al-‘Alawiyyīn / العلويين Frans: Alaouites                                                        |
| Aleppo                          | Onderdeel van het Frans Mandaat voor Syrië en Libanon: Staat Aleppo         | Arabisch: Ḥalab / حلب Frans: Alep                                                                          |
| Alexandretta (vanaf 20 oktober) | Onderdeel van het Frans Mandaat voor Syrië en Libanon: Sandjak Alexandretta | Arabisch: Sanjaq al-Iskandarūna / سنجق الإسكندرونة Frans: Sandjak d'Alexandrette Turks: İskenderun Sancağı |
| Algerije                        | Verzameling departementen en territoria                                     | Frans: Algérie                                                                                             |
| Crozeteilanden                  | Overzees bezit                                                              | Frans: Îles Crozet                                                                                         |
| Damascus                        | Onderdeel van het Frans Mandaat voor Syrië en Libanon: Staat Damascus       | Arabisch: Dimashq / دمشق Frans: Damas                                                                      |
| Frans-Equatoriaal-Afrika        | Kolonie                                                                     | Frans: Afrique équatoriale française                                                                       |
| Frans-Guyana                    | Kolonie                                                                     | Frans: Guyane                                                                                              |
| Frans-Indië                     | Kolonie                                                                     | Frans: Établissements français de l'Inde                                                                   |
| Frans-Madagaskar                | Kolonie                                                                     | Frans: Madagascar                                                                                          |
| Frans-Marokko                   | Protectoraat                                                                | Arabisch: al-Maghrib / المغرب Frans: Maroc                                                                 |
| Frans-Oceanië                   | Kolonie                                                                     | Frans: Océanie française                                                                                   |
| Frans-Somaliland                | Kolonie                                                                     | Frans: Côte française des Somalis                                                                          |
| Frans-West-Afrika               | Kolonie                                                                     | Frans: Afrique occidentale française                                                                       |
| Groot-Libanon                   | Onderdeel van het Frans Mandaat voor Syrië en Libanon: Staat Groot-Libanon  | Arabisch: Dawlat Lubnān al-Kabīr / دولة لبنان الكبير Frans: Grand Liban                                    |
| Guadeloupe                      | Kolonie                                                                     | Frans: Guadeloupe                                                                                          |
| Kerguelen                       | Overzees bezit                                                              | Frans: Îles Kerguelen                                                                                      |
| Martinique                      | Kolonie                                                                     | Frans: Martinique                                                                                          |
| Nieuw-Caledonië                 | Kolonie                                                                     | Frans: Nouvelle-Calédonie                                                                                  |
| Réunion                         | Kolonie                                                                     | Frans: Réunion                                                                                             |
| Saint-Paul en Amsterdam         | Overzees bezit                                                              | Frans: Saint-Paul-et-Amsterdam                                                                             |
| Saint-Pierre en Miquelon        | Kolonie                                                                     | Frans: Saint-Pierre et Miquelon                                                                            |
| Souaida (vanaf 1 mei)           | Onderdeel van het Frans Mandaat voor Syrië en Libanon: Staat Souaida        | Arabisch: دولة السويداء Frans: Souaida                                                                     |
| Tunesië                         | Protectoraat                                                                | Arabisch: Tūnis / تونس Frans: Tunisie                                                                      |
| Unie van Indochina              | Federatie van Franse koloniën en protectoraten: Indo-Chinese Federatie      | Frans: Fédération indochinoise                                                                             |
| Wallis en Futuna                | Protectoraat                                                                | Frans: Wallis-et-Futuna                                                                                    |

### Internationale niet-onafhankelijke gebieden
| Korte landsnaam (Nederlands) | Status                                                       | Korte landsnaam (oorspronkelijke taal/talen)                           |
| ---------------------------- | ------------------------------------------------------------ | ---------------------------------------------------------------------- |
| Danzig                       | Vrije stad onder toezicht van de Volkenbond                  | Duits: Danzig Pools: Gdańsk                                            |
| Memelland                    | Mandaatgebied van de Volkenbond onder Frans bestuur          | Duits: Memelland Frans: Territoire de Memel Litouws: Klaipėdos kraštas |
| Saargebied                   | Mandaatgebied van de Volkenbond onder Frans en Brits bestuur | Duits: Saargebiet Engels: Saar Frans: Sarre                            |

### Italiaanse niet-onafhankelijke gebieden
| Korte landsnaam (Nederlands) | Status  | Korte landsnaam (oorspronkelijke taal/talen) |
| ---------------------------- | ------- | -------------------------------------------- |
| Italiaans-Eritrea            | Kolonie | Italiaans: Eritrea                           |
| Italiaans-Noord-Afrika       | Kolonie | Italiaans: Africa Settentrionale Italiana    |
| Italiaans-Somaliland         | Kolonie | Italiaans: Somalia Italiana                  |

### Japanse niet-onafhankelijke gebieden
| Korte landsnaam (Nederlands) | Status             | Korte landsnaam (oorspronkelijke taal/talen)  |
| ---------------------------- | ------------------ | --------------------------------------------- |
| Korea                        | Afhankelijk gebied | Japans: Chōsen / 朝鮮 Koreaans: Chosŏn / 한국 |
| Taiwan                       | Afhankelijk gebied | Chinees: Táiwān / 臺灣 Japans: Taiwan / 台湾  |
| Zuid-Pacifisch Mandaatgebied | Mandaatgebied      | Japans: Nan'yō-chō / 南洋庁                   |

### Nederlandse niet-onafhankelijke gebieden
| Korte landsnaam (Nederlands) | Status             | Korte landsnaam (oorspronkelijke taal/talen) |
| ---------------------------- | ------------------ | -------------------------------------------- |
| Curaçao                      | Overzees rijksdeel | Nederlands: Curaçao en Onderhorigheden       |
| Nederlands-Indië             | Overzees rijksdeel | Nederlands: Nederlandsch-Indië               |
| Suriname                     | Overzees rijksdeel | Nederlands: Suriname                         |

### Nieuw-Zeelandse niet-onafhankelijke gebieden
| Korte landsnaam (Nederlands) | Status             | Korte landsnaam (oorspronkelijke taal/talen) |
| ---------------------------- | ------------------ | -------------------------------------------- |
| Cookeilanden                 | Afhankelijk gebied | Engels: Cook Islands                         |
| Niue                         | Afhankelijk gebied | Engels: Niue                                 |
| West-Samoa                   | Mandaatgebied      | Engels: Western Samoa                        |

### Noorse niet-onafhankelijke gebieden
Spitsbergen maakte eigenlijk integraal onderdeel uit van Noorwegen, maar had volgens het Spitsbergenverdrag een internationaal erkende speciale status met grote autonomie.
| Korte landsnaam (Nederlands) | Status                     | Korte landsnaam (oorspronkelijke taal/talen) |
| ---------------------------- | -------------------------- | -------------------------------------------- |
| Spitsbergen                  | Gebied met speciale status | Noors: Svalbard                              |
| Sverdrup-eilanden            | Overzees bezit             | Noors: Sverdrupøyene                         |

### Poolse niet-onafhankelijke gebieden
| Korte landsnaam (Nederlands) | Status                                | Korte landsnaam (oorspronkelijke taal/talen)                                                    |
| ---------------------------- | ------------------------------------- | ----------------------------------------------------------------------------------------------- |
| Midden-Litouwen              | Vazalstaat: Republiek Midden-Litouwen | Litouws: Vidurio Lietuva Pools: Litwa Środkowa Wit-Russisch: Сярэдняя Літва / Siaredniaja Litva |

### Portugese niet-onafhankelijke gebieden
| Korte landsnaam (Nederlands)                | Status                                             | Korte landsnaam (oorspronkelijke taal/talen) |
| ------------------------------------------- | -------------------------------------------------- | -------------------------------------------- |
| Cabo Delgado en Niassa                      | Gebied onder beheer van de Companhia do Niassa     | Portugees: Cabo Delgado e Niassa             |
| Kaapverdië                                  | Kolonie                                            | Portugees: Cabo Verde                        |
| Macau                                       | Kolonie                                            | Portugees: Macau                             |
| Manica en Sofala                            | Gebied onder beheer van de Companhia de Moçambique | Portugees: Manica e Sofala                   |
| Portugees-Guinea                            | Kolonie                                            | Portugees: Guiné Portuguesa                  |
| Portugees-Indië (ook wel: Goa)              | Kolonie                                            | Portugees: Estado da Índia Portuguesa        |
| Portugees-Oost-Afrika (ook wel: Mozambique) | Kolonie                                            | Portugees: África Oriental Portuguesa        |
| Portugees-Timor                             | Kolonie                                            | Portugees: Timor Português                   |
| Portugees-West-Afrika (ook wel: Angola)     | Kolonie                                            | Portugees: África Ocidental Portuguesa       |
| Sao Tomé en Principe                        | Kolonie                                            | Portugees: São Tomé e Príncipe               |

### Russische niet-onafhankelijke gebieden
| Korte landsnaam (Nederlands)         | Status                                                     | Korte landsnaam (oorspronkelijke taal/talen)                        |
| ------------------------------------ | ---------------------------------------------------------- | ------------------------------------------------------------------- |
| Abchazië (vanaf 31 maart)            | Vazalstaat: Abchazische Socialistische Sovjetrepubliek     | Abchazisch: Apsny / Аҧсны Russisch: Abchazija / Абхазия             |
| Armenië                              | Vazalstaat: Armeense Socialistische Sovjetrepubliek        | Armeens: Hayastan / Հայաստան Russisch: Арме́ния                      |
| (tot 1921) Azerbeidzjan (vanaf 1921) | Vazalstaat: Azerbeidzjaanse Socialistische Sovjetrepubliek | Azerbeidzjaans: Azərbaycan Russisch: Азербайджа́н                    |
| Boechara                             | Vazalstaat: Volksrepubliek Boechara                        | Oezbeeks: Buxoro / Бухоро Russisch: Бухара́ Tadzjieks: Бухоро        |
| Chorasmië                            | Vazalstaat: Volksrepubliek Chorasmië                       | Oezbeeks: Xorazm Russisch: Хорезм                                   |
| Georgië (vanaf 25 februari)          | Vazalstaat: Georgische Socialistische Sovjetrepubliek      | Georgisch: Sak'art'velo / საქართველო Russisch: Грузия               |
| Gilan (tot september)                | Vazalstaat: Perzische Socialistische Sovjetrepubliek       | Perzisch: Gilan / گیلان Russisch: Гилян                             |
| Oekraïne                             | Vazalstaat: Oekraïense Socialistische Sovjetrepubliek      | Oekraïens: Ukrajina / Україна Russisch: Украи́на                     |
| Tannoe-Toeva (vanaf 14 augustus)     | Vazalstaat: Volksrepubliek Tannoe-Toeva                    | Russisch: Tyva / Тува́ Toevaans: Tıwa / Тьва                         |
| Verre-Oostelijke Republiek           | Vazalstaat: Verre-Oostelijke Republiek                     | Russisch: Dalnevostotsjnaja Respublika / Дальневосточная Республика |
| Wit-Rusland (vanaf 18 maart)         | Vazalstaat: Wit-Russische Socialistische Sovjetrepubliek   | Russisch en Wit-Russisch: Belarus / Беларусь                        |

### Spaanse niet-onafhankelijke gebieden
| Korte landsnaam (Nederlands) | Status         | Korte landsnaam (oorspronkelijke taal/talen)                                  |
| ---------------------------- | -------------- | ----------------------------------------------------------------------------- |
| Fernando Poo                 | Kolonie        | Spaans: Fernando Pó                                                           |
| Ifni                         | Protectoraat   | Spaans: Ifni                                                                  |
| Río de Oro                   | Protectoraat   | Spaans: Río de Oro                                                            |
| Río Muni                     | Kolonie        | Spaans: Río Muni                                                              |
| Saguia el Hamra              | Overzees bezit | Spaans: Saguia el Hamra                                                       |
| Spaans-Marokko               | Protectoraat   | Arabisch: Isbāniyā fi-l-Magrib / إسبَانِيَا بالمَغْربْ Spaans: Español de Marruecos |

### Zuid-Afrikaanse niet-onafhankelijke gebieden
| Korte landsnaam (Nederlands) | Status        | Korte landsnaam (oorspronkelijke taal/talen)                                    |
| ---------------------------- | ------------- | ------------------------------------------------------------------------------- |
| Zuidwest-Afrika              | Mandaatgebied | Afrikaans: Suidwes-Afrika Engels: South West Africa Nederlands: Zuidwest-Afrika |